# XXII Festival Internacional de Cinema Fantàstic de Sitges
El XXII Festival Internacional de Cinema Fantàstic de Sitges va tenir lloc a Sitges entre el 6 i el 14 d'octubre de 1989 sota la direcció de Joan Lluís Goas amb la intenció de promocionar el cinema fantàstic i el cinema de terror. Aquesta edició s'endinsa en el cinema nòrdic.
Fou inaugurat al palau de Maricel i hi havia tres seccions, una competitiva, una informativa, i tres retrospectives: una dedicada a Alexander Korda, una altra a Fay Wray (que va visitar el festival) i l'altra al cinema fantàstic escandinau.

## Pel·lícules projectades

### Secció competitiva
- Celia d'Ann Turner [7]
- Die Toten Fische de Michael Synek
- El cuiner, el lladre, la seva dona i el seu amant de Peter Greenaway
- Black Rainbow de Mike Hodges
- La luna negra d'Imanol Uribe
- La banyera de Jesús Garay
- Santa sangre d'Alejandro Jodorowsky
- Cor de mitjanit de Matthew Chapman
- Amenaça nuclear de Steve De Jarnatt
- Society de Brian Yuzna
- El petó del vampir de Robert Bierman
- El cel es va equivocar d'Emile Ardolino
- Kristnihald undir Jökli de Guðný Halldórsdóttir
- Venus Peter d'Ian Sellar
- The Top of His Head de Peter Mettler
- Az én XX. századom d'Ildikó Enyedi
- Macao oder die Rückseite des Meeres de Clemens Klopfenstein
- Ashik Kerib de Dodo Abaixidze i Serguei Parajanov
- Posetitel muzeia de Konstantin Lopuixanski

### Secció informativa
- The Abyss de James Cameron
- Busters verden de Bille August
- DeepStar Six de Sean S. Cunningham
- Camp de somnis de Phil Alden Robinson
- Desbocat de William Friedkin
- Robot Jox de Stuart Gordon

### El món fantàstic d'Alexander Korda
- La vida futura (1936) de William Cameron Menzies
- El fantasma va a l'Oest (1936) de René Clair
- L'home que podia fer miracles (1937) de Lothar Mendes
- El lladre de Bagdad (1940) de Michael Powell, Ludwig Berger i Tim Whelan

### El nord màgic: bruixeria i misticisme al cinema escandinau
- Pàgines del llibre de Satanàs (1919), de Carl Theodor Dreyer
- Häxan (1922) de Benjamin Christensen
- Vampyr – Der Traum des Allan Gray (1931) de Carl Theodor Dreyer
- De nåede færgen (1948) de Carl Theodor Dreyer
- La paraula (1954) de Carl Theodor Dreyer
- Ansiktet (1958), d'Ingmar Bergman
- Djävulens öga (1960), d'Ingmar Bergman
- Persona (1966), d'Ingmar Bergman
- Trollflöjten (1974) d'Ingmar Bergman

### Tribut a Fay Wray
- Les caceres del comte Zaroff (1932) d'Ernest B. Schoedsack
- Doctor X (1932) de Michael Curtiz
- King Kong (1933) de Merian C. Cooper i Ernest B. Schoedsack
- Mystery of the Wax Museum (1933) de Michael Curtiz

## Jurat
El jurat internacional era format per Horacio Altuna, Josep Maria Forn i Costa, Adriano Pintaldi, Ricardo Franco i J. Hunter Todd.

## Premis
Els premis d'aquesta edició foren:
| Categoria                                              | Premiat          | Treball                                           |
| ------------------------------------------------------ | ---------------- | ------------------------------------------------- |
| Premi Caixa de Catalunya al millor director            | Peter Greenaway  | El cuiner, el lladre, la seva dona i el seu amant |
| Premi Caixa de Catalunya a la millor pel·lícula        | Cor de mitjanit  | Matthew Chapman                                   |
| Premi Caixa de Catalunya al millor Curtmetratge        | Alison Maclean   | Kitchen Sink                                      |
| Premi Caixa de Catalunya a la millor actriu            | Rosanna Arquette | Black Rainbow                                     |
| Premi Caixa de Catalunya al millor actor               | Michael Gambon   | El cuiner, el lladre, la seva dona i el seu amant |
| Premi Caixa de Catalunya al millor actor               | Nicolas Cage     | El petó del vampir                                |
| Premi Caixa de Catalunya al millor guió                | Mike Hodges      | Black Rainbow                                     |
| Premi Caixa de Catalunya a la millor fotografia        | Sacha Vierny     | El cuiner, el lladre, la seva dona i el seu amant |
| Premi Caixa de Catalunya al millor banda sonora        | Michael Nyman    | El cuiner, el lladre, la seva dona i el seu amant |
| Premi Caixa de Catalunya als millors efectes especials | Equip d'efectes  | Amenaça nuclear                                   |
| Premi del Jurat Internacional de la Crítica            | Jesús Garay      | La banyera                                        |
| Menció especial del Jurat                              | Venus Peter      | Ian Sellar                                        |